# Menjamel becllarg
El menjamel becllarg (Melilestes megarhynchus) és un ocell de la família dels melifàgids (Meliphagidae) i única espècie del gènere Melilestes Salvadori, 1876.

## Hàbitat i distribució
Habita el sotabosc de la selva pluvial de les illes Aru, Waigeo, Batanta, Salawati, Misool, Nova Guinea i les illes Yapen.